# Landschaftsschutzgebiet Lichtenauer Wälder

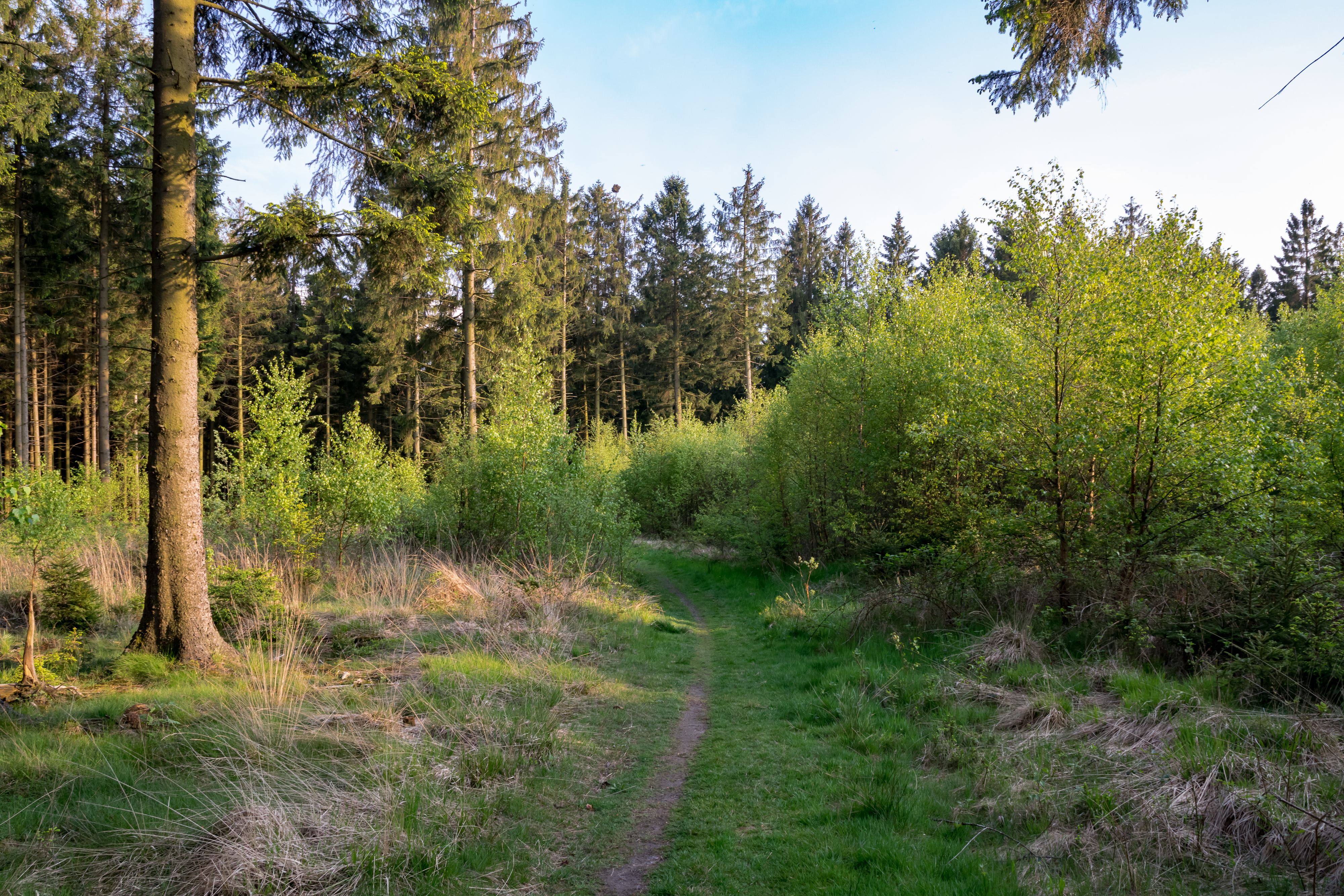
Eggeweg südlich Herbram-Wald

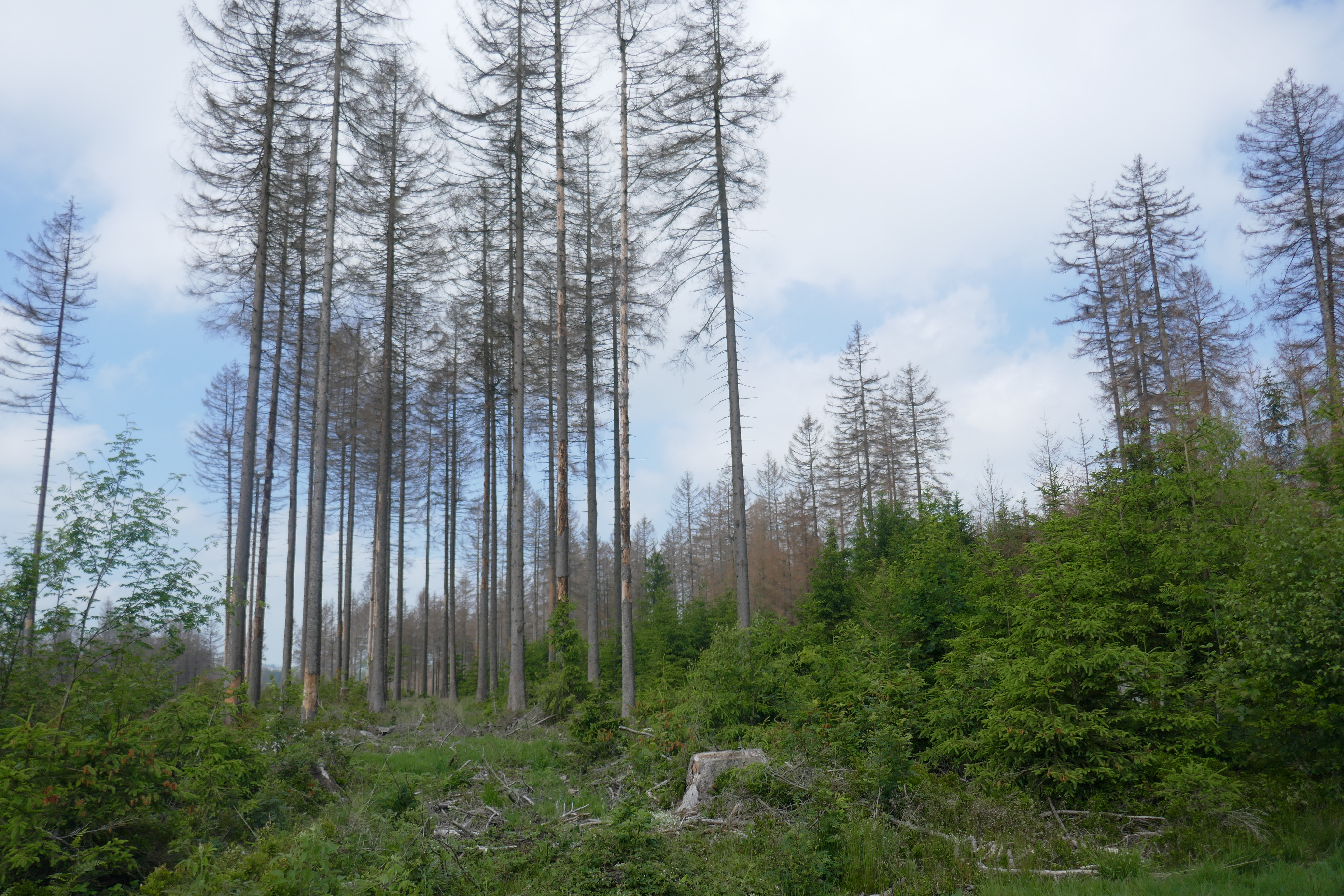
Fichtensterben 2020 am Eggeweg

Das Landschaftsschutzgebiet Lichtenauer Wälder liegt im Stadtgebiet von Lichtenau im Kreis Paderborn. Das Landschaftsschutzgebiet (LSG) wurde 2014 vom Kreistag mit dem Landschaftsplan Lichtenau ausgewiesen. Das LSG liegt im Naturpark Teutoburger Wald/Eggegebirge. Das LSG grenzt direkt an den Hochsauerlandkreis. Das LSG besteht aus 22 Teilflächen von sehr unterschiedlicher Flächengröße.

## Beschreibung
Das LSG umfasst großflächige, zusammenhängende Waldgebiete der Egge und der Paderborner Hochfläche. Neben Fichtenwäldern befinden sich im LSG insbesondere großflächige und naturnahe Buchen- und Buchenmischwälder sowie bachbegleitende Erlen-Eschenwälder. Auch andere Waldformationen an temporären und dauernd fließenden Bächen, Trockentälern und Quellbereiche sind im LSG. Es handelt sich um die Waldgebiete Schrödersberg, Urenberg, Mark, Buchberg, Emder Feld und Emder Wald, Waldheide, Herbramer Wald, Asseler Wald, Torfbruch, Himbeerenberg, Röbbekenberg, Buchlieth, Lichtenauer Wald, Atteler Ort, Außenberg, Imkenberg, Huser Holz, Mucht, Hainberg, Vienenburg, Krücke, Bündel, Mittelberg und Nordholz. Im LSG sind Erdfälle und geologische Aufschlüsse zu finden. 
Nicht standortgerechte Waldbestände sollen vorrangig in Laubwaldbestände umgebaut werden. Geeignete Einzelbäume oder Baumgruppen sollen zu Altholzinseln entwickelt werden. Totholzbäume und Höhlenbäume sollen erhalten bleiben. Innerhalb der Waldgebiete vorhandene Grünlandflächen sollen als Trittsteinbiotope erhalten bleiben und extensiv genutzt werden.